# Lokhandwala Minerva
Lokhandwala Minerva es un rascacielos residencial de 301 metros de altura y 78 plantas situado en Bombay (Maharashtra, India). A fecha de 2025, es el edificio completado más alto de la India y el segundo edificio del país que alcanzó los 300 metros. Hafeez Contractor fue el arquitecto principal de la torre, mientras JW Consultants fueron sus ingenieros estructurales. El edificio fue sometido a un rediseño en 2015 que redujo su altura final en unos 6 metros.

## Controversias

### Audiencias por el retraso en la posesión
En 2023, se reconoció el derecho de los compradores de las viviendas de Lokhandwala Minerva a percibir intereses por el retraso en la posesión tras las audiencias celebradas ante MahaRERA, la autoridad reguladora del mercado inmobiliario en el estado de Maharashtra.

### Aviso por publicidad engañosa
En mayo de 2023, la MahaRERA emitió un aviso de causa justificada con motivo del incumplimiento de condiciones por parte de Lokhandwala Kataria Constructions por publicidad engañosa, al afirmar que la torre tendría 90 plantas de altura, frente a las 77 plantas del proyecto aprobado.